# Bernex (Ginebra)
Bernex es una comuna suiza del cantón de Ginebra situada en la ribera inferior del río Ródano.

## Geografía
La comuna de Bernex está situada al oeste de la aglomeración ginebrina. La mayor parte del territorio comunal está dedicada a la agricultura. El territorio comuna comprende las aldeas de: Chèvres, Loëx, Lully, Sézenove y la desaparecida Vuillonnex. La comuna limita al norte con las comunas de Satigny y Vernier, al este con Onex, Confignon y Perly-Certoux, al sur con Soral y Laconnex, y al oeste con Cartigny y Aire-la-Ville.

## Historia
Creada en 1793 bajo el nombre de Bernex-Onex-Confignon, separada en 1850 de Onex y de Confignon. En 1968 una villa con hoyos de postes de cabañas de la Edad Media fue descubierta en el lugar llamado En Saules. La iglesia más antigua (primer santuario de la Edad Media), dedicada a San Mateo, se situaba en Vuillonex y fue, desde el siglo XII, la sede de un decanato de la diócesis de Ginebra. La iglesia de San Mauricio fue atestada desde el siglo XIII. 
En el siglo XIV, varios señores (de Lully, de La Naz, de Confignon, etc.), vasayos de los condes de Ginebra, ejercen derechos sobre las tierras de Bernex. Una comunidad existe en los siglos XIV y XV. Tras la extinción de la familia de los condes de Ginebra, la soberanía sobre estos territorios pasa, en 1401, a los condes (luego duques) de Saboya. 
En 1536, Berna conquista una parte del antiguo condado de Ginebra e introduce la reforma. Bernex forma parte de la bailía bernesa de Ternier hasta 1567, fecha de la aplicación del tratado de Lausana (1564) en el cual Berna regresa al duque de Saboya una parte de los territorios ocupados. El tratado estipulaba que el culto protestante debía subsistir en aquellos lugares en donde estuviera instaurado. En 1589, Carlos Manuel I de Saboya denuncia el tratado y un párroco es así designado en Bernex. A pesar de las conversiones masivas, el culto protestante logra mantenerser, aunque con dificultad. En 1600, las parroquias católicas de Bernex, Confignon y Vuillonnex son regrupadas y a partir de 1617, la iglesia de Confignon tiene de nuevo un sacerdote. 
El tratado de Turín (1754), que arregla entre Ginebra y el duque de Saboya los problemas de jurisdicción sobre las tierras de la abadía de San Víctor y del cabildo de la catedral de San Pedro, tiene pocas repercusiones en Bernex en donde los bienes que les pertenecían eran pocos. Tras la anexión de Saboya a Francia en 1793, Bernex, Onex y Confignon forman una comuna. En 1816 dicha comuna será anexada al cantón de Ginebra.